# Hauteville FR
| FR ist das Kürzel für den Kanton Freiburg in der Schweiz. Es wird verwendet, um Verwechslungen mit anderen Einträgen des Namens Hauteville zu vermeiden. |

Hauteville (Freiburger Patois Otavelaⓘ; dt. veraltet: Altenfüllen) ist eine politische Gemeinde im Greyerzbezirk des Kantons Freiburg in der Schweiz.

## Geographie
Hauteville liegt auf 717 m ü. M., 7 km nordöstlich des Bezirkshauptortes Bulle (Luftlinie). Das Bauerndorf erstreckt sich auf einer Geländeterrasse über dem Ostufer des Greyerzersees, am Dorfbach Ruisseau des Branches, am Westfuss der Berra.
Die Fläche des 10,6 km² grossen Gemeindegebiets umfasst einen Abschnitt des voralpinen Gebietes im Greyerzerland. Im Westen gehört ein Anteil des Greyerzersees zu Hauteville. Das Ufer ist im Bereich von Hauteville stark gegliedert, da hier mehrere Bäche, die am Westhang der Berra entspringen, in kleinen Tälchen in den See münden. Diese Tälchen wurden beim Aufstau des Greyerzersees geflutet, darunter dasjenige der Serbache an der Nordgrenze des Gebietes. Vom Ufer erstreckt sich der Gemeindeboden ostwärts über die Terrasse von Hauteville den relativ sanft ansteigenden Hang mit Wäldern und teils moorigen Weiden hinauf bis auf den von der Berra nach Südwesten auslaufenden Berggrat. Ein kleiner Teil des Gemeindegebietes liegt jenseits des Grates im Einzugsgebiet des Javro und umfasst die Alpweiden Pré aux Oies und L'Allière. Der höchste Punkt von Hauteville wird mit 1500 m ü. M. bei Le Gîte d'Allière südwestlich der Berra erreicht. Von der Gemeindefläche entfielen 1997 4 % auf Siedlungen, 43 % auf Wald und Gehölze, 52 % auf Landwirtschaft, und etwas mehr als 1 % war unproduktives Land.
Zu Hauteville gehören einige Hofsiedlungen sowie zahlreiche Einzelhöfe und Alphütten. Nachbargemeinden von Hauteville sind Corbières, Echarlens, Pont-en-Ogoz, Pont-la-Ville, La Roche und Val-de-Charmey.

## Bevölkerung
Mit 730 Einwohnern (Stand 31. Dezember 2023) gehört Hauteville zu den kleineren Gemeinden des Kantons Freiburg. Von den Bewohnern sind 92,0 % französischsprachig, 5,2 % deutschsprachig und 1,5 % portugiesischsprachig (Stand 2000). Die Bevölkerungszahl von Hauteville belief sich 1850 auf 500 Einwohner, 1900 auf 533 Einwohner. Im Verlauf des 20. Jahrhunderts wurde durch starke Abwanderung ein Bevölkerungsrückgang um mehr als 40 % auf 312 Einwohner im Jahr 1980 verzeichnet. Seither wurde wieder eine deutliche Bevölkerungszunahme beobachtet.

## Wirtschaft
Hauteville war bis in die zweite Hälfte des 20. Jahrhunderts ein vorwiegend durch die Landwirtschaft geprägtes Dorf. Noch heute haben die Viehzucht und Milchwirtschaft (für die Käseproduktion) sowie in geringerem Mass der Ackerbau eine wichtige Bedeutung in der Erwerbsstruktur der Bevölkerung. Weitere Arbeitsplätze sind im lokalen Kleingewerbe und im Dienstleistungssektor vorhanden. Hauteville ist Sitz des katholischen Verlags Editions du Parvis SA. In den letzten Jahrzehnten hat sich das Dorf dank seiner attraktiven Lage auch zu einer Wohngemeinde entwickelt. Die meisten Erwerbstätigen sind deshalb Wegpendler, die in den Regionen Bulle und Freiburg arbeiten.

## Verkehr
Die Gemeinde ist verkehrstechnisch recht gut erschlossen. Sie liegt an der Hauptstrasse von Freiburg nach Broc. Durch die Buslinien der Transports publics Fribourgeois, die auf den Strecken von Freiburg via La Roche nach Bulle und von Freiburg nach Jaun verkehren, ist Hauteville an das Netz des öffentlichen Verkehrs angebunden.

## Geschichte
Die erste urkundliche Erwähnung des Ortes erfolgte 1228 unter dem Namen Auta vila, abgeleitet von den lateinischen Wörtern alta (hoch) und villa (Dorf, Stadt). Seit dem Mittelalter ist Hauteville Teil der Herrschaft Corbières. Auf dem Gemeindegebiet hatte das Kloster La Valsainte aufgrund einer Schenkung der Herren von Corbières reichen Grundbesitz. Dies war auch der Grund, weshalb die Mönche des Klosters 1637 das Bürgerrecht von Hauteville erhielten. Im Weiteren befand sich beim Dorf im 12. und 13. Jahrhundert ein von den Prämonstratensern des Klosters Humilimont (bei Marsens) unterhaltener Landwirtschaftsbetrieb, dem auch eine Kapelle angeschlossen war.
Hauteville teilte die Geschicke der Herrschaft Corbières, kam mit dieser 1454 an die Grafschaft Greyerz und 1553 an Freiburg, das die Vogtei Corbières einrichtete. Im Jahr 1745 fielen zahlreiche Häuser einer Feuersbrunst zum Opfer. Nach dem Zusammenbruch des Ancien Régime (1798) gehörte das Dorf bis 1848 zur Präfektur respektive zum Bezirk Corbières, danach wurde es dem Bezirk Greyerz zugeteilt.

## Sehenswürdigkeiten
Bereits seit dem 12. Jahrhundert ist die Pfarrei Hauteville erwähnt. Die Kirche Saint-Etienne wurde 1620 an der Stelle der ehemaligen Kapelle der Prämonstratenser erbaut.

## Persönlichkeiten
- Jean "Juan" Magnin (1701–1753), Jesuit, Missionar und Wissenschaftler in Südamerika[5][6]